# Chú chó vùng Flanders (tiểu thuyết)
Chú chó vùng Flanders (tiếng Anh: A dog of Flanders) là tên một cuốn tiểu thuyết của tác giả Marie Louise de la Ramée viết năm 1872, xuất bản với bút danh Ouida, nói về cậu bé có tên Nello và con chó Patrasche.
Tác phẩm được chấp bút sau khi nữ nhà văn người Anh Ouida có cơ hội ghé thăm Bỉ và đối diện với điều kiện tồi tệ của trẻ em và tình trạng ngược đãi động vật tại đây. Trong tiểu thuyết này, Ouida kết hợp những nhân vật hư cấu cùng toàn cảnh thực tế cuộc sống ở Bỉ, ví dụ như bức hoạ của Rubens hay cuộc sống khó khăn của những người dân nghèo.
Dù phổ biến tại Anh và Hoa Kỳ, song Chú chó vùng Flanders không mấy được biết đến tại Bỉ, nhưng cuốn tiểu thuyết ngày càng trở nên nổi tiếng hơn và thu hút khách du lịch đến với Antwerp - nơi tác giả Ouida đặt bối cảnh cho câu chuyện của mình. Một bức tượng nhỏ của Nello và Patrasche được đặt tại đường Kapelstraat, thuộc quận Hoboken ngoại ô Antwerp. Hãng xe Nhật Bản Toyota cũng tặng một tấm bảng kỷ niệm đặt phía trước nhà thờ Đức Bà Antwerp nhưng sau đó được thay thế bằng một bức tượng Nello ôm Patrasche bằng đá cẩm thạch.
Ngoài các nước phương Tây, ở châu Á, cụ thể là Nhật Bản và Hàn Quốc, người ta coi "A Dog of Flanders" là một cuốn tiểu thuyết kinh điển dành cho trẻ em. Tác phẩm đã 5 lần được điện ảnh hoá trên màn ảnh Hollywood và nhiều bộ phim cùng anime khác.

## Tóm tắt

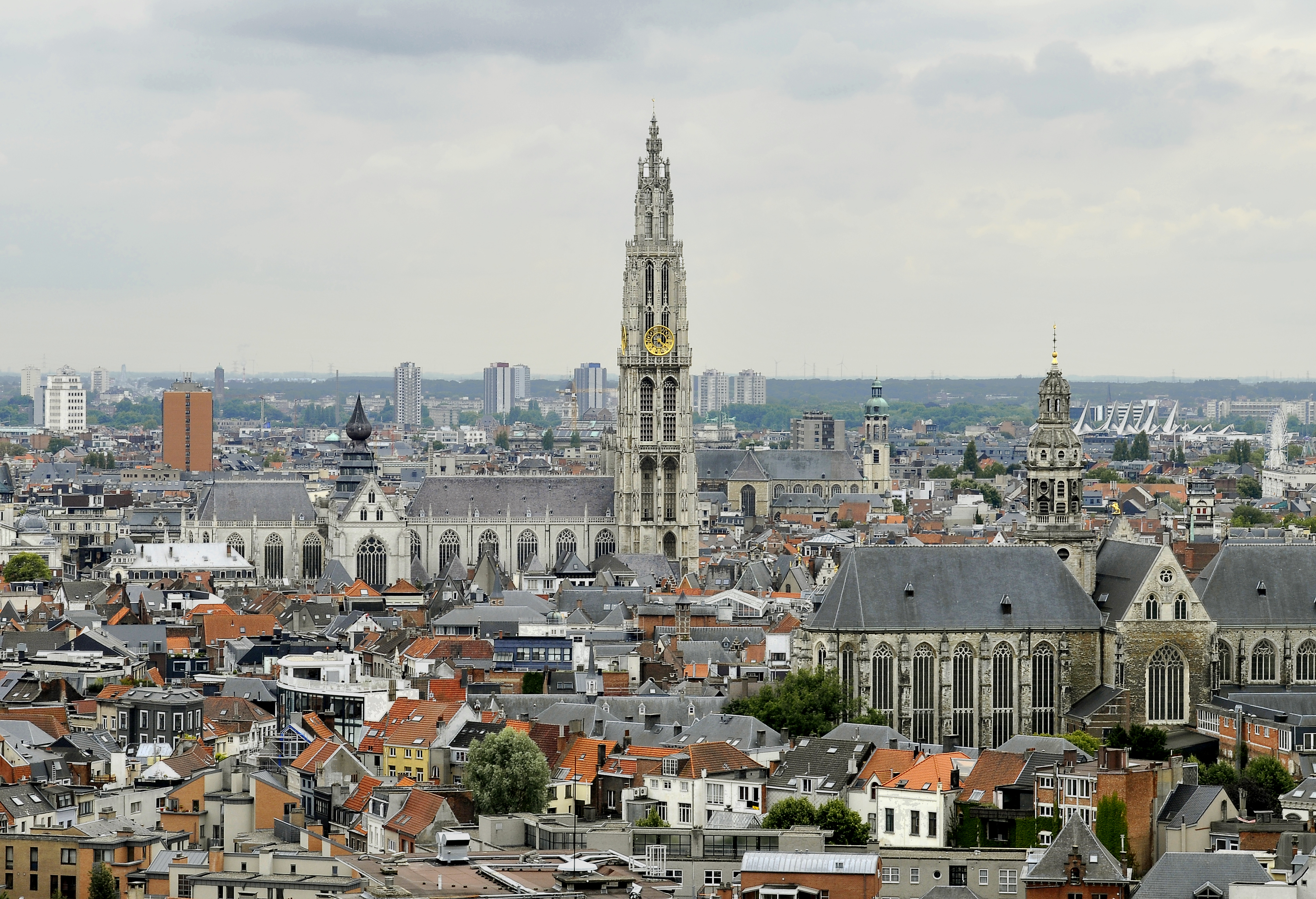
Thành phố Antwerp. Trung tâm ảnh là nhà thờ Đức Bà - bối cảnh của câu chuyện

Vào thế kỷ 19, tại Bỉ, một cậu bé có tên Nello trở thành một đứa trẻ mồ côi năm 2 tuổi khi mẹ cậu chết ở Ardenes. Ông của Nello - Jehann Daas sống trong một ngôi làng nhỏ gần thành phố Antwerp đưa cậu về nuôi.
Một ngày nọ, Nello và ông Jehann Daas tìm thấy một chú chó đã bị đánh gần chết. Nhờ sự chăm sóc tốt của Jehann Daas, chú chó dần hồi phục, và họ đặt tên cho chú chó là Patrasche. Từ đó trở đi, Nello và Patrasche không khi nào tách rời nhau. Nhà họ rất nghèo, Nello giúp đỡ ông mình bằng cách bán sữa. Patrasche thì giúp Nello kéo xe hàng vào thành phố mỗi buổi sáng.
Nello thích Aloise - con gái của Nicholas Cogez, một người đàn ông khá giả trong làng. Nhưng Nicholas không muốn con gái mình yêu một kẻ nghèo khó.
Ông nội Nello qua đời vì bệnh nặng, Aloise rủ Nello đến chơi trong cối xay gió nhà mình. Đêm hôm đó, cối xay gió bốc cháy dữ dội và Nello bị bố Aloise buộc tội phóng hoả. Vì thế, chẳng ai mua sữa của cậu bé nữa. Ông nội mất, không thể trả tiền nhà, Nello đứng trước nguy cơ bị đuổi đi. Nello không biết chữ, nhưng lại rất tài năng trong hội họa. Cậu tham gia một cuộc thi vẽ ở Antwerp, hy vọng mình sẽ giành giải thưởng 200 Franc. Mặc dù tác phẩm của Nello được đánh giá rất cao, song người ta đã chọn một bức tranh khác. Cuộc sống trở nên tuyệt vọng, không có nơi để ở, Nello đi tới nhà thờ Antwerp để xem bức tranh The Elevation of the Cross của Rubens, nhưng cậu không có tiền để vào.

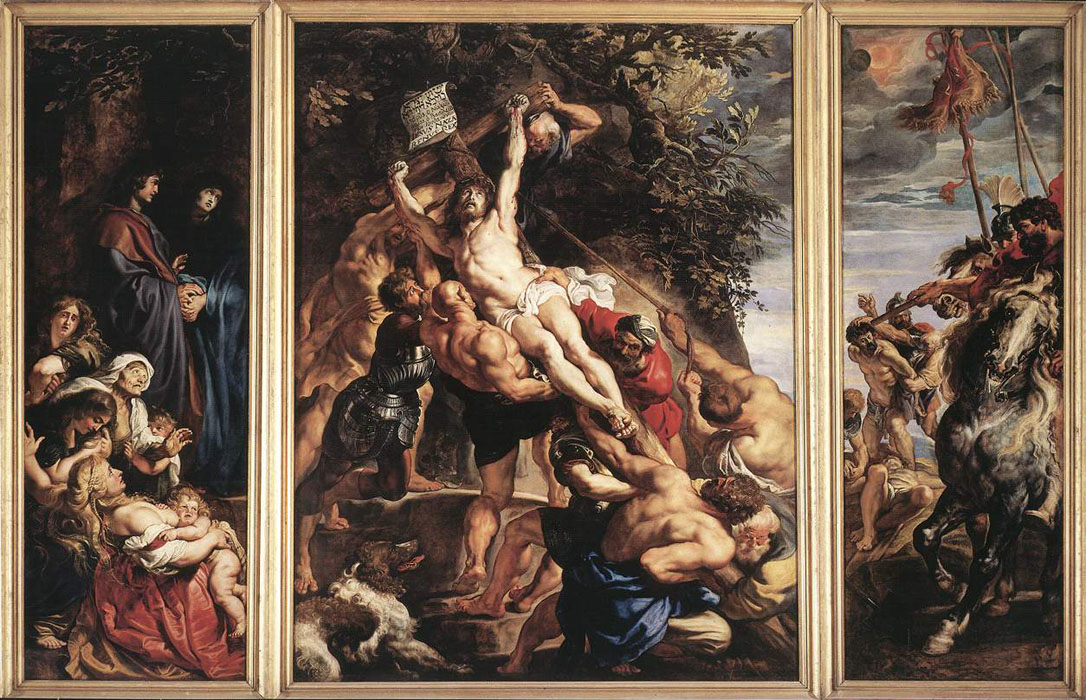
Bộ 3 bức tranh ghép thành tác phẩm của Rubens trưng bày trong nhà thờ Đức Bà Antwerp

Đêm giáng sinh, bên ngoài ngập tuyết trắng, Nello và Pastrasche lang thang tìm cách vào trong nhà thờ. Sáng hôm sau, người ta thấy cậu bé và chú chó nằm cạnh nhau, họ chết vì lạnh cóng ở phía trước bức họa.

## Phim, truyền hình, sân khấu được chuyển thể từ cuốn tiểu thuyết
- A Dog of Flanders (1914), một bộ phim ngắn của đạo diễn Howell Hansel.
- A Boy of Flanders (1924), của đạo diễn Victor Schertzinger. Jackie Cooganas trong vai Nello.
- A Dog of Fanders (1935), của đạo diễn Edward Sloman.
- A Dog of Flanders (1960), của đạo diễn James B. Clark. Chú chó Patrasche được đóng bởi Spike.
- Dog of Flanders (Nhật Bản, 1975), một series phim hoạt hình của Nhật.
- My Patrasche (Nhật Bản, 1992), series phim hoạt hình truyền hình Nhật Bản. Sản xuất bởi Tokyo Movie Shinsa.
- The Dog of Flanders (Nhật Bản, 1997), được đạo diễn bởi Yoshio Kuroda. Đây là bản làm lại của series truyền hình năm 1975.
- A Dog of Flandes (1999), đạo diễn Kevin Brodie.
- Baking Dogs Never Bite (2000), phiên bản châm biếm của Hàn Quốc của đạo diễn Bong Joon-ho.
- Snow Prince (Nhật Bản, 2009) của đạo diễn Matsuoka Joji.
- A Dog of Flanders (2011), Minoto studios.